# Malurus alboscapulatus
Fadinha-d'ombros-brancos ou fadinha-de-ombros-brancos (Malurus alboscapulatus) é uma espécie de ave da família Maluridae.
Pode ser encontrada nos seguintes países: Indonésia e Papua-Nova Guiné.